# 琉璃蟻亞科

琉璃蟻亞科（Dolichoderinae）隸屬於蟻科，其物種包含阿根廷蟻（Argentine ant "Linepithema humile"）、erratic ant、odorous house ant 及 cone ant 等，該亞科物種多樣性高，廣布全世界，分布於各個不同的生物地理區，如古北區、新北區、衣索比亞區、馬來西亞、中東、澳洲及新熱帶區等。
該亞科特徵有：腹柄節單節、腹部末端裂縫狀的孔，可分泌化學物質，不同於山蟻亞科圓形且生有環狀毛列的酸孔。琉璃蟻亞科不像針蟻亞科或家蟻亞科一樣具有螫針，他們依靠腹部末端的腺體分泌化學物質禦敵。

琉璃蟻亞科分泌的化學物質中包含多種萜類化合物，如iridomyrmecin、isoiridomyrmecin 及 iridodial。琉璃蟻亞科的物種被壓碎或是被騷擾時發出的氣味就是來自於上述的化學物質。

## 族與屬
- 點琉璃蟻族 Bothriomyrmecini（英语：Bothriomyrmecini） Dubovikov, 2005
  - Arnoldius（英语：Arnoldius） Dubovikov, 2005
  - 點琉璃蟻屬 Bothriomyrmex（英语：Bothriomyrmex） Emery（英语：Carlo Emery）, 1869
  - Chronoxenus（英语：Chronoxenus） Santschi（英语：Felix Santschi）, 1919
  - Loweriella（英语：Loweriella） Shattuck, 1992
  - Ravavy（英语：Ravavy） Fisher, 2009
- 琉璃蟻族 Dolichoderini（英语：Dolichoderini） Forel（英语：Auguste-Henri Forel）, 1878
  - 琉璃蟻屬 Dolichoderus Lund, 1831
- Leptomyrmecini（英语：Leptomyrmecini） Emery（英语：Carlo Emery）, 1913
  - Anillidris（英语：Anillidris） Santschi（英语：Felix Santschi）, 1936
  - Anonychomyrma（英语：Anonychomyrma） Donisthorpe（英语：Horace Donisthorpe）, 1947
  - Azteca（英语：Azteca (genus)） Forel（英语：Auguste-Henri Forel）, 1878
  - †Chronomyrmex（英语：Chronomyrmex） McKellar, Glasier & Engel, 2013
  - Doleromyrma（英语：Doleromyrma） Forel（英语：Auguste-Henri Forel）, 1907
  - Dorymyrmex（英语：Dorymyrmex） Mayr（英语：Gustav Mayr）, 1866
  - Forelius（英语：Forelius） Emery（英语：Carlo Emery）, 1888
  - Froggattella（英语：Froggattella） Forel（英语：Auguste-Henri Forel）, 1902
  - Gracilidris（英语：Gracilidris） Wild & Cuezzo, 2006
  - 虹琉璃蟻屬 Iridomyrmex（英语：Iridomyrmex） Mayr（英语：Gustav Mayr）, 1862
  - Leptomyrmex（英语：Leptomyrmex） Mayr（英语：Gustav Mayr）, 1862
  - Linepithema（英语：Linepithema） Mayr（英语：Gustav Mayr）, 1866
  - Nebothriomyrmex（英语：Nebothriomyrmex） Dubovikov, 2004
  - 管琉璃蟻屬 Ochetellus（英语：Ochetellus） Shattuck, 1992
  - Papyrius（英语：Papyrius (genus)） Shattuck, 1992
  - Philidris（英语：Philidris） Shattuck, 1992
  - Turneria（英语：Turneria） Forel（英语：Auguste-Henri Forel）, 1895
  - †Usomyrma（英语：Usomyrma） Dlussky, Radchenko & Dubovikoff, 2014
- 慌琉璃蟻族 Tapinomini（英语：Tapinomini） Emery（英语：Carlo Emery）, 1913
  - Aptinoma（英语：Aptinoma） Fisher, 2009
  - Axinidris（英语：Axinidris） Weber, 1941
  - †Ctenobethylus（英语：Ctenobethylus） Brues（英语：Charles Thomas Brues）, 1939
  - Ecphorella（英语：Ecphorella） Forel（英语：Auguste-Henri Forel）, 1909
  - Liometopum（英语：Liometopum） Mayr（英语：Gustav Mayr）, 1861
  - 慌琉璃蟻屬 Tapinoma（英语：Tapinoma） Förster（英语：Arnold Förster）, 1850
  - 扁琉璃蟻屬 Technomyrmex（英语：Technomyrmex） Mayr（英语：Gustav Mayr）, 1872
- 地位未定 incertae sedis
  - †Alloiomma（英语：Alloiomma） Zhang, 1989
  - †Asymphylomyrmex（英语：Asymphylomyrmex） Wheeler, 1915
  - †Elaeomyrmex（英语：Elaeomyrmex） Carpenter（英语：Frank M. Carpenter）, 1930
  - †Elaphrodites（英语：Elaphrodites） Zhang, 1989
  - †Eldermyrmex（英语：Eldermyrmex） Heterick & Shattuck, 2011
  - †Emplastus（英语：Emplastus） Donisthorpe（英语：Horace Donisthorpe）, 1920
  - †Eotapinoma（英语：Eotapinoma） Dlussky, 1988

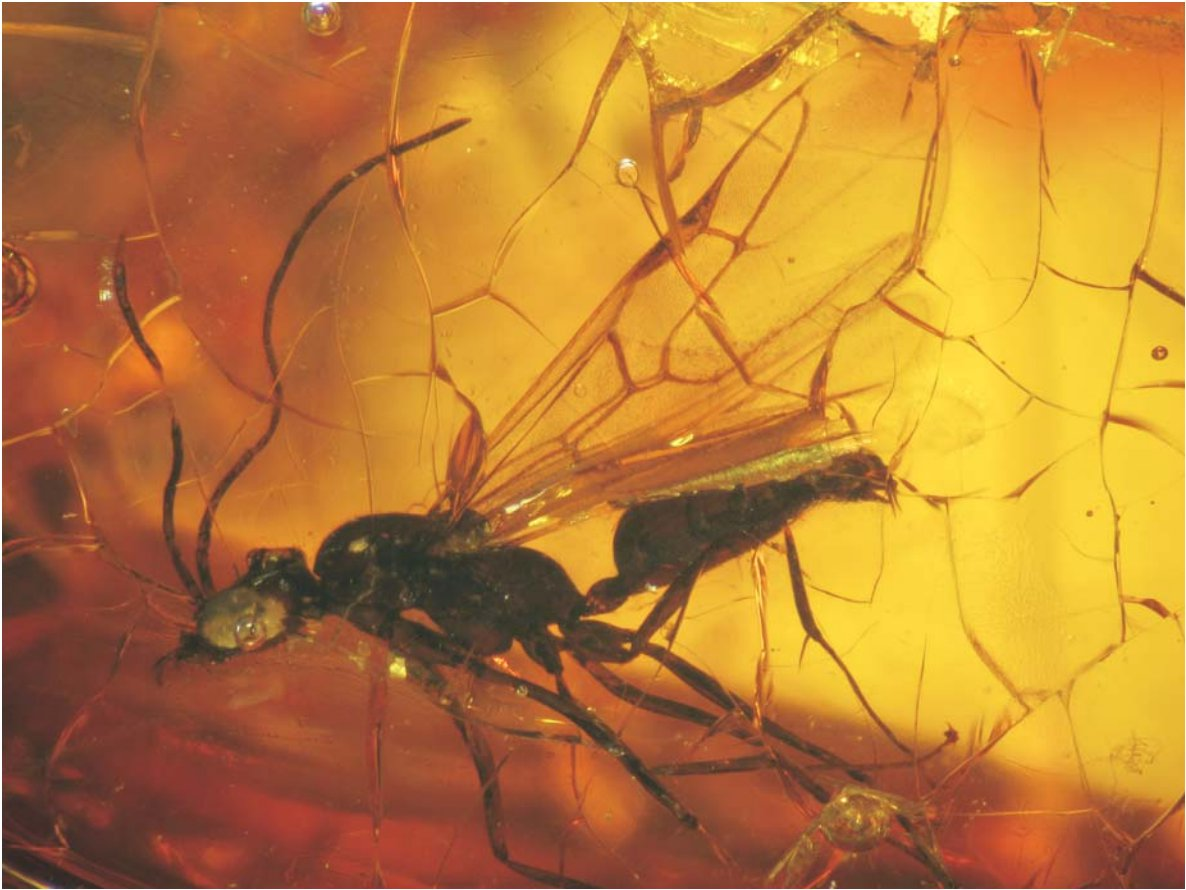
Usomyrma mirabilis

  - †Eurymyrmex（英语：Eurymyrmex） Zhang, Sun & Zhang, 1994
  - †Kotshkorkia（英语：Kotshkorkia） Dlussky, 1981
  - †Ktunaxia Lapolla & Greenwalt, 2015
  - †Leptomyrmula（英语：Leptomyrmula） Emery（英语：Carlo Emery）, 1913
  - †Miomyrmex（英语：Miomyrmex） Carpenter（英语：Frank M. Carpenter）, 1930
  - †Petraeomyrmex（英语：Petraeomyrmex） Carpenter（英语：Frank M. Carpenter）, 1930
  - †Proiridomyrmex（英语：Proiridomyrmex） Dlussky & Rasnitsyn, 2003
  - †Protazteca（英语：Protazteca） Carpenter（英语：Frank M. Carpenter）, 1930
  - †Yantaromyrmex（英语：Yantaromyrmex） Dlussky & Dubovikoff, 2013
  - †Zherichinius（英语：Zherichinius） Dlussky, 1988

## 延伸閱讀
- List of ants of Andorra（英语：List of ants of Andorra）

## 外部連結
- 维基共享资源上的相關多媒體資源：琉璃蟻亞科